# Brett Gallant
Brett Gallant (født 18. februar 1990) er en canadisk curler.
Han repræsenterede Canada under vinter-OL 2022 i Beijing, hvor han tog bronze.